# Cantó de Ròcamaura

El cantó de Roquemaure és un cantó francès del departament del Gard, a la regió d'Occitània. Està inclòs al districte de Nimes, té 9 municipis i el cap cantonal és Ròcamaura.

## Municipis
- Laudun
- Lirac
- Montfaucon
- Ròcamaura
- Sent Genièis de Comolaç
- Sent Laurenç deis Aubres
- Sent Victor de la Còsta
- Sauvatèrra
- Tavèus